# Lotto-Belisol Ladiesteam/2009
Deze pagina geeft een overzicht van Lotto-Belisol Ladiesteam in 2009.

## Rensters
| Naam                   | Geboortedatum | Nationaliteit       | Ploeg 2008                              |
| ---------------------- | ------------- | ------------------- | --------------------------------------- |
| Elizabeth Armitstead   | 18-12-1988    | Verenigd Koninkrijk | Halfords Bikehut Cycle Team             |
| Evelyn Arys            | 21-07-1990    | België              | Neo                                     |
| Sofie De Vuyst         | 02-04-1987    | België              | Topsport Vlaanderen - Thompson          |
| Catherine Delfosse     | 11-06-1981    | België              |                                         |
| Elise Depoorter        | 09-02-1988    | België              |                                         |
| Joke Eeckhout          | 31-03-1978    | België              | Neo                                     |
| Rochelle Gilmore       | 14-12-1981    | Australië           | Menikini - Selle Italia - Master Colors |
| Vera Koedooder         | 31-10-1983    | Nederland           |                                         |
| Lien Lanssens          | 01-02-1989    | België              |                                         |
| Emma Mackie            | 09-09-1986    | Australië           |                                         |
| Kim Schoonbaert        | 02-03-1986    | België              |                                         |
| Emma Silversides       | 02-10-1978    | Verenigd Koninkrijk |                                         |
| Linn Torp              | 22-04-1977    | Noorwegen           |                                         |
| Annelies Van Doorslaer | 15-01-1989    | België              |                                         |
| Grace Verbeke          | 21-11-1986    | België              |                                         |

## Overwinningen
| Tour New Zealand 1e etappe Rochelle Gilmore 2e etappe Rochelle Gilmore Deerlijk Grace Verbeke Eidsvollrittet 2e etappe Emma Silversides Omloop door Middag-Humsterland Rochelle Gilmore Beveren-Prosperpolder Elizabeth Armitstead | Nationale kampioenschappen wielrennen Noorwegen Linn Torp Tour Féminin en Limousin 1e etappe Grace Verbeke Sparkassen Giro Rochelle Gilmore Tour de l'Ardèche 6e etappe Elizabeth Armitstead |

### Piste
4daagse Rotterdam
Vera Koedooder
Nationale kampioenschappen Groot-Brittannië
Puntenkoers Elizabeth Armitstead
Scratch Elizabeth Armitstead
WK
Ploegenachtervolging Elizabeth Armitstead
Wereldbeker Kopenhagen
Scratch Elizabeth Armitstead
Ploegenachtervolging Elizabeth Armitstead
2006 · 2007 · 2008 · 2009 · 2010 · 2011 · 2012 · 2013 · 2014 · 2015 · 2016 · 2017 · 2018 · 2019 · 2020 · 2021 · 2022 · 2023 · 2024